# 圣佩德罗堡
圣佩德罗堡（西班牙語：Fuerza de San Pedro）是一个军事防御建筑，由西班牙征服者米格尔·洛佩斯·黎牙实比和宿务殖民当局下令建造，1565年5月8日动工，位于菲律宾宿务市的码头区，现在被称为独立广场（Plaza Indepedencia）的区域，成为菲律宾第一个西班牙殖民地的核心。
圣佩德罗堡是三角形的，两面临海，一面面向陆地。三个炮台命名为聖母無染原罪（西南）、依納爵·罗耀拉（东南）和弥额尔（西北）。它的总面积2,025平方（21,800平方英尺）。墙高20英尺（6.1），厚8英尺（2.4），塔高30英尺（9.1）。周长1,248英尺（380）。十四架炮大部分至今尚存。

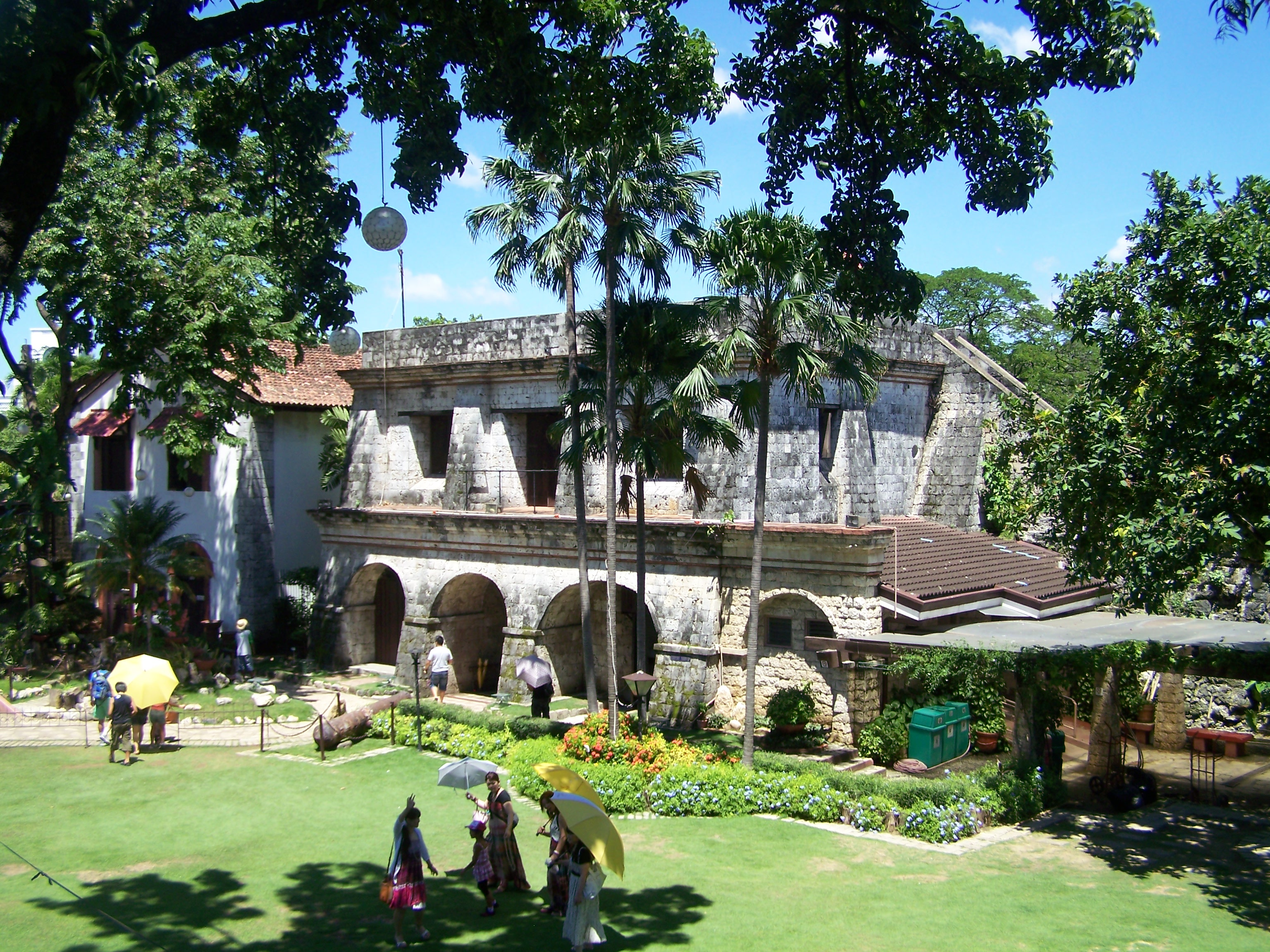
Inside Fort San Pedro Facing Entrance, August 2010.